# U 192
Das U 192 war ein deutsches Langstrecken-Unterseeboot des Typs IX C/40, welches im Zweiten Weltkrieg zum Einsatz kam.

## Das Boot
Der Bauauftrag von U 192 wurde am 4. November 1942 an die Bremer Deschimag Werft vergeben und am 27. November 1941 unter dem Namen Neubau 1038 auf Kiel gelegt. Der Stapellauf erfolgte am 30. Juli des Jahres 1942 und die Indienststellung unter Oberleutnant zur See Werner Happe, Offiziersjahrgang 1936, fand am 16. November 1942 statt. Das Boot führte als Emblem ein unbekanntes Stadtwappen mit einem rot und weißen karierten inneren Wappenschild, einer rot und silber gestreiften Wappendecke sowie einem blau, rot und grünen Helmzier. U 192 gehörte nach seiner Indienststellung der 4. U-Flottille, wie viele anderen Typ IX U-Boote, als Ausbildungsboot an und führte bis zum 12. April 1943 verschiedene Ausbildungsübungen beim U-Bootabnahmekommando, Torpedoerprobungskommando, bei der 25. U-Flottille und 27. U-Flottille sowie der AGRU-Front durch, bevor es der in Lorient stationierten 10. U-Flottille als Frontboot unterstellt wurde.

## Einsatzstatistik
Das U-Boot lief am 13. April 1943 um 8:00 Uhr aus Kiel zur 1. und einzigen Unternehmung aus. Zuerst verlegte U 192 zur Übernahme von Brennstoff und Wasser zum U-Stützpunkt Kristiansand, wo U 192 am 15. April um 2:30 Uhr ohne Vorkommnisse einlief. Nach dem Abschluss der Übernahme lief das U-Boot in seine Operationsgebiete Nordatlantik, die Gebiete südöstlich von Grönland und östlich von Neufundland. Es operierte zusammen mit den U-Boot-Gruppen Meise, Star und Fink, doch auf dieser 23 Tage langen Fahrt konnte es vor seinem Untergang keine Schiffe versenken oder beschädigen.

## Verbleib
Am 6. Mai 1943 südlich von Kap Farvel hatte sich U 192 an den Geleitzug ONS-5 geheftet, als es vom ASDIC der britischen Korvette HMS Loosetriefe (K.105) geortet, mit Wasserbomben angegriffen und letztendlich versenkt wurde. Dass U 192 am 5. Mai 1943 durch Wasserbomben der britischen Korvette HMS Pink (K.137) versenkt wurde, ist nach heutigen Nachforschungen inkorrekt, da HMS Pink an diesem Tag Kapitänleutnant Rolf Mankes' U 358 angriff doch U 358 konnte ohne Beschädigung entkommen. Es war ein Totalverlust mit 55 Toten.